# 化寿水库
化寿水库是中国广西壮族自治区玉林市境内的一座水库，位于郁江支流泗水河上，建于1958年。水库正常库容为620万立方米，集雨面积为18平方千米，海拔为115.53米。